# Kör-IC

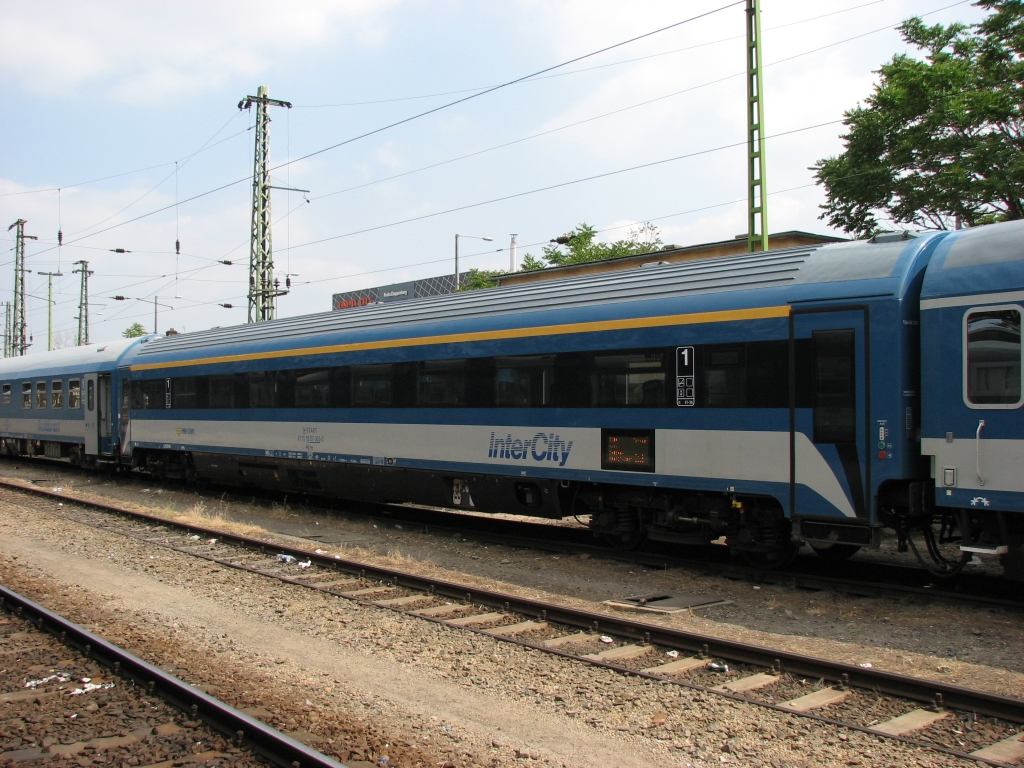
Harmadik generációs IC kocsik

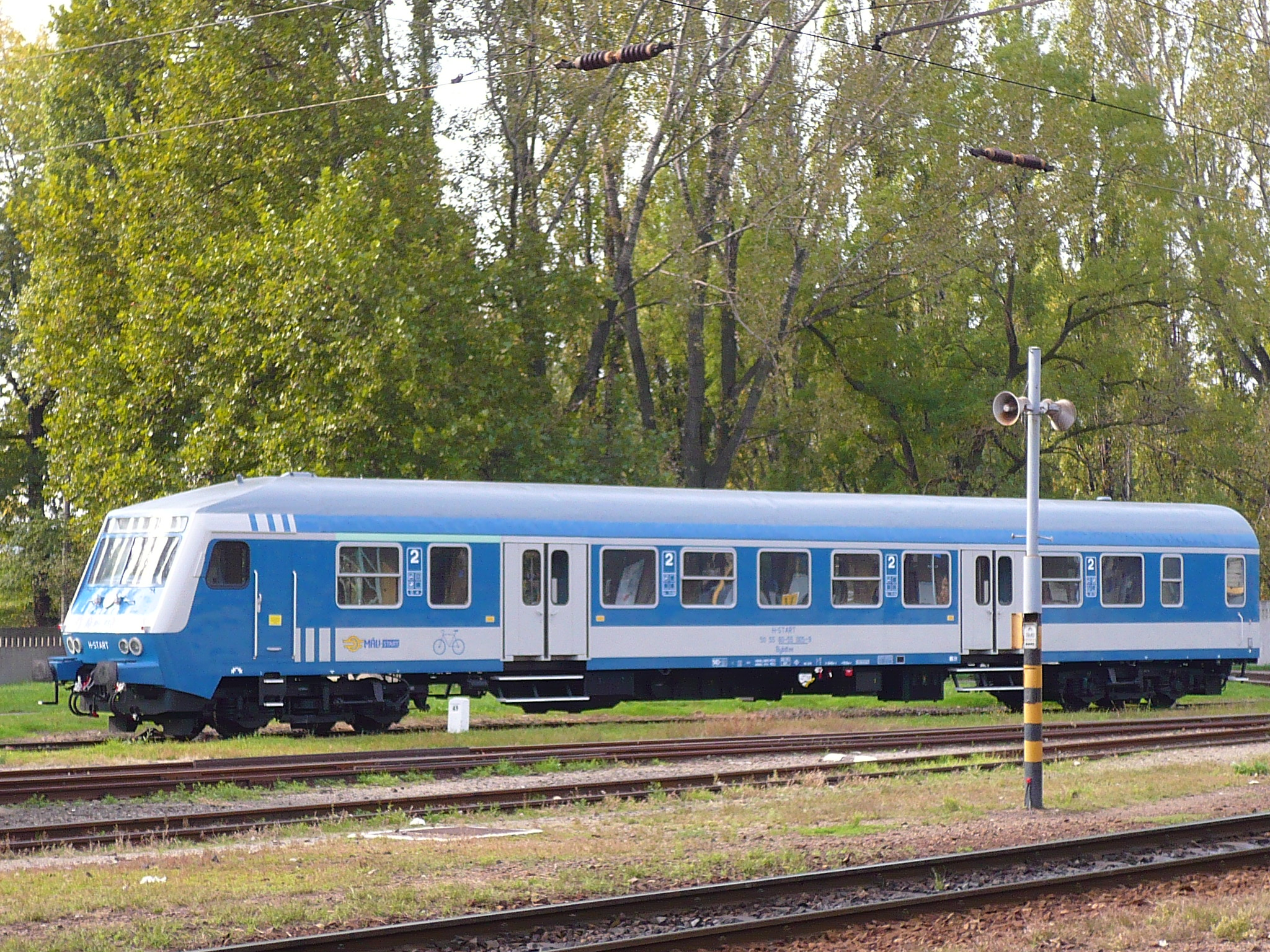
A vonatokban használt halberstadti vezérlőkocsi a kerékpárok számára

Kör-IC-nek nevezzük azokat az InterCity járatokat, melyek a Budapest-Szolnok-Debrecen-Nyíregyháza-Miskolc-Budapest útvonalon (vagy az ellenkező irányba) közlekednek.

## Története
Nyíregyházára két vasúti fővonal is vezet a fővárosból, az egyik a Nyugati pályaudvarról Debrecenen, a másik a Keletiből Miskolcon át (100-as és 80-as vonalak). Nyíregyháza 268 kilométerre van a Nyugati pályaudvartól Debrecenen át, és 270 kilométerre van a Keleti pályaudvartól Füzesabonyon keresztül. Ezért korábban is indítottak már távolsági vonatokat Miskolcon át, noha a hagyományos irány az elmúlt évtizedekben a debreceni volt.
Az Intercityk bevezetése után is voltak Budapest-Miskolc-Nyíregyháza IC-k, és Budapest-Debrecen-Nyíregyháza IC-k is. Ráadásul a nyíregyházi állomás elhelyezkedése olyan, hogy az egyik irányba Miskolc (és Záhony), a másik irányba Debrecen felé vezetnek a sínek. Logikus lépés volt, hogy a két különböző irányból érkező IC viszonylat Nyíregyházán ne forduljon vissza, hanem haladjon tovább, ezzel egy 540 km-es kört leírva az ország keleti felén, két budapesti fejpályaudvar között. Így a mozdonykörüljárás elmaradhat, a menetidő rövidülhet, és a korábbi átszálló utasok átszállás nélkül továbbutazhatnak.
A rendszer 2006-ban indult, jól bevált, az utasok közt hamar népszerű lett, de a megmaradása ennek ellenére néha veszélyben forgott.
A kör-IC vonatok neveiket madarakról és virágokról kapták, ezek elsősorban a Hortobágy védett virágai és madarai közül kerülnek ki. Budapest-Keleti pályaudvarról indulnak a virágok: Dália, Jázmin, Kamilla, Rózsa, Tulipán. Budapest-Nyugati pályaudvarról indulnak a madarak: Holló, Kócsag, Páva, Rigó, Vércse.
2022. április 3-ától az összes vonat egységesen Tokaj InterCity néven közlekedik.

## Járművek
A vontatójármű korábban MÁV V43 sorozatú villamos mozdony volt, de a MÁV 480 sorozat érkezése után egyre több ilyen mozdony is dolgozik a járaton. A személykocsik közül itt közlekednek a harmadik generációs IC kocsik, de nagyobb az esélye hogy MÁV második generációs IC kocsival találkozunk. A 2012-es menetrendváltástól kezdve az Étkezőkocsik nem szerepelnek a vonatban, csekély kihasználtságuk miatt (ezeket a külföldre járó EC vonatokba helyezték át). Kerékpárszállítási lehetőség is van, melyet halberstadti vezérlőkocsikal oldottak meg, bár az ingavonati üzem előnyét nem mindig használják ki. Korábban MÁV 90-76 sorozatú (BVmot) villamos motorvonatokat is alkalmaztak a Kör-IC-k szerelvényeként, de gyenge üzemkészségük miatt ez nem volt tartós. Meghibásodásuk esetén előfordult, hogy a motorvonat betétkocsijait is mozdonnyal kellett vontatni. Az IC+-kocsik elkészültével ezek is megjelentek 2020-tól a kör-IC-kben.

## Érdekesség
- Egy időben Nyíregyházára a Keletiből is és a Nyugatiból is ugyanannyi volt a menetidő a Kör-IC-vel. Jelenleg a Nyugatiból kicsivel hosszabb.